# أندريه دينيز
أندريه دينيز (بالبرتغالية: André Diniz) هو فنان قصص مصورة برازيلي، ولد في 5 سبتمبر 1975 في ريو دي جانيرو في البرازيل.

## وصلات خارجية
- الموقع الرسمي